# Ostnica Jana
Ostnica Jana (Stipa joannis Čelak.) – gatunek wieloletniej trawy z rodziny wiechlinowatych (Poaceae). Klasyfikowany czasem w randze podgatunku gatunku zbiorowego jako Stipa pennata subsp. joannis. Według najnowszych badań taksonomicznych Stipa joannis jest synonimem taksonomicznym (heterotypowym) podgatunku Stipa pennata subsp. pennata.

## Morfologia
PokrójOsiąga wysokość do 1 m, tworzy gęste kępy.
LiścieWąskie, typowe dla traw, gładkie.
KwiatyZebrane w wiechowate, okazałe kwiatostany, z plewkami zaopatrzonymi w bardzo długie, spiralnie skręcone, niezwykle dekoracyjne ości, od których pochodzi nazwa rodzajowa. Kwitnie w maju i czerwcu.

## Biologia i ekologia
Bylina, hemikryptofit. Gatunek charakterystyczny muraw kserotermicznych z rzędu Festucetalia valesiacae.

## Zagrożenia i ochrona
Roślina ta jest składnikiem ginącej w Polsce i rzadkiej roślinności stepowej. Rośnie na słonecznych i suchych zboczach, tylko w nielicznych miejscach w Polsce, gdzie znajduje się pod ścisłą ochroną.
Kategorie zagrożenia gatunku:
- Kategoria zagrożenia w Polsce według Czerwonej listy roślin i grzybów Polski (2006)[5]: V (narażony na wymarcie).
- Kategoria zagrożenia w Polsce według Polskiej Czerwonej Księgi Roślin (2001, 2014): VU (narażony na wymarcie)[6].